# Rajella ravidula
Rajella ravidula là một loài cá thuộc họ Rajidae. Chúng được tìm thấy ở Namibia và Nam Phi. Môi trường sống tự nhiên của chúng là biển mở.

## Hình ảnh

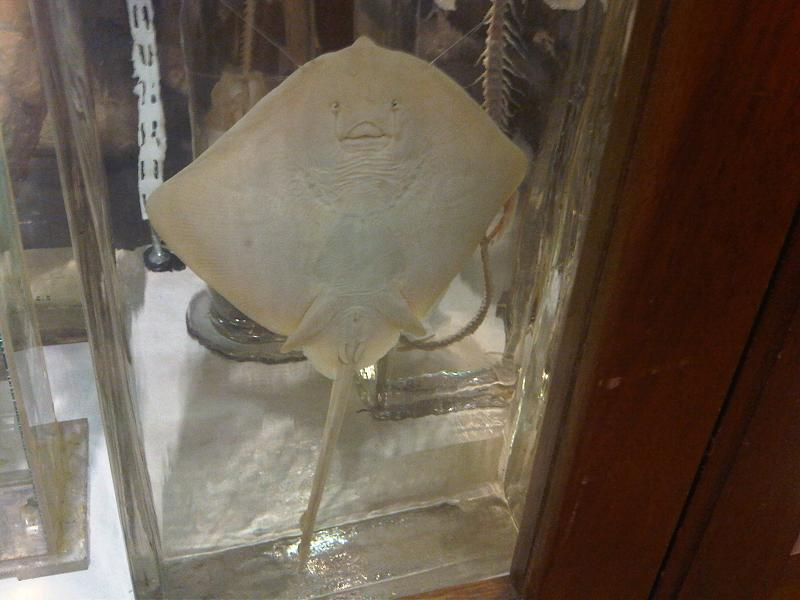
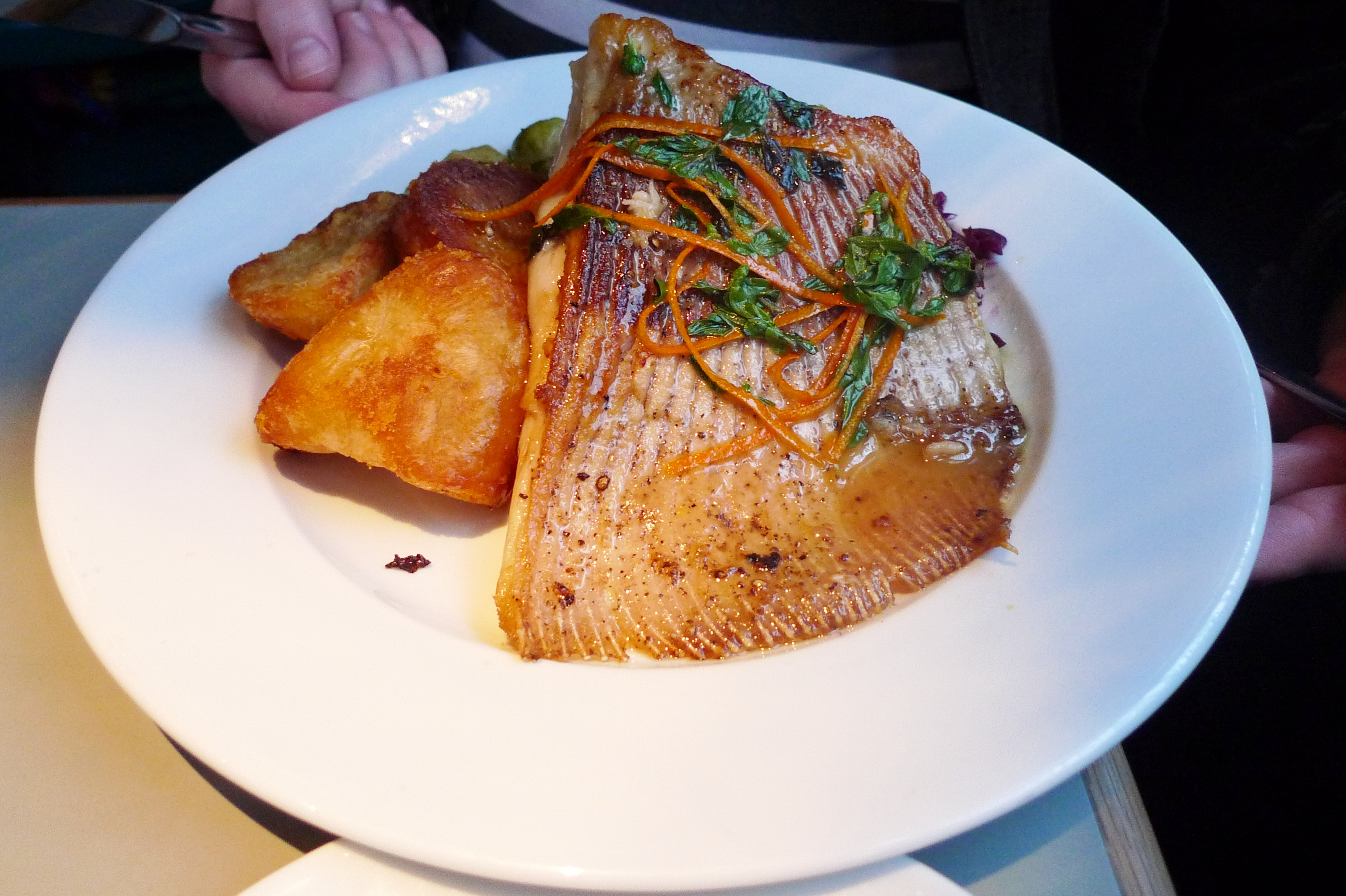
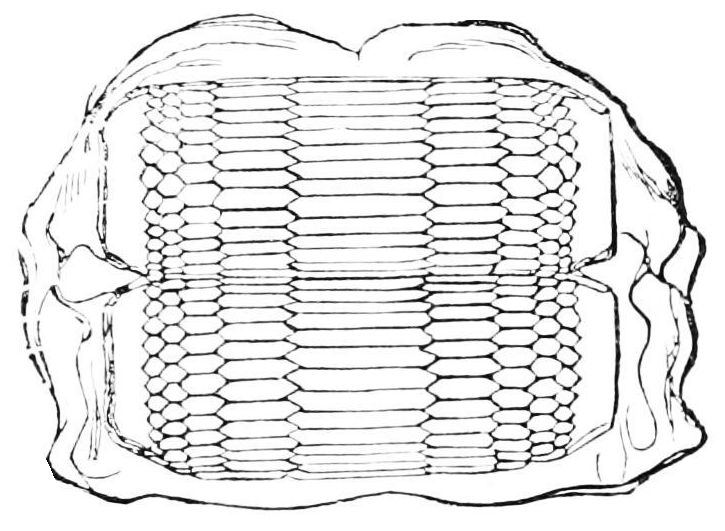
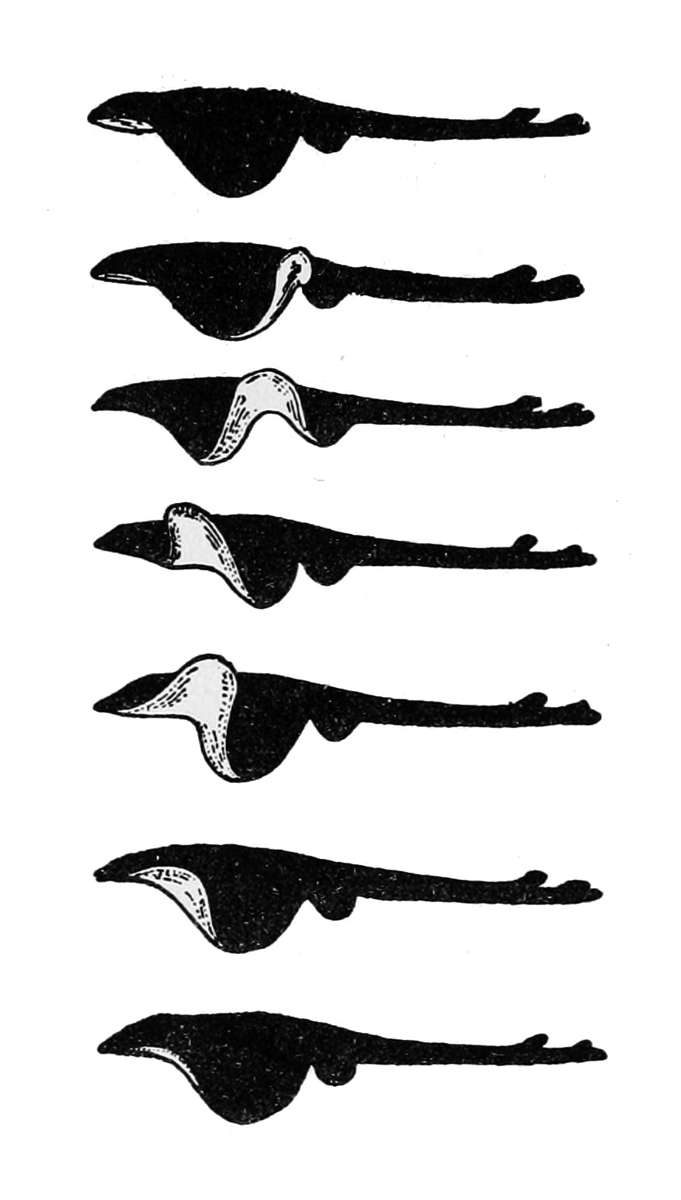